# ۲ جی. مثلث جنوبی
۲ جی. مثلث جنوبی یک ستاره است که در صورت فلکی مثلث جنوبی قرار دارد.